# Elijah Boardman
Elijah Boardman (New Milford, 1760. március 7. – Boardman, 1823. augusztus 18.) az Amerikai Egyesült Államok szenátora (Connecticut, 1821–1823).